# Grong
Grong est une commune norvégienne située dans le comté de Trøndelag. Elle fait partie de la région du Namdalen.

## Géographie
La commune est située au nord-est du comté et son territoire de 1 136,6 km2 est traversé par le fleuve Namsen, dans le Namdalen. Elle comprend les localités de Medjå, son centre administratif, Bergsmoen, Formofoss, Gartland et Harran.
Une petite partie du territoire communal au sud-est est incluse dans le parc national de Blåfjella-Skjækerfjella.

## Histoire
Créée en 1838, la commune a vu son territoire d'origine divisé à plusieurs reprises. Le 1er janvier 1901, le district du nord-ouest est séparé pour former la commune d'Høylandet. Le 1er janvier 1923, la vaste commune de Grong est divisée en quatre plus petites, celle de Grong au sud-ouest, Harran au centre, Namsskogan au nord-ouest et Røyrvik au nord-est. Enfin le 1er janvier 1964, Grong et Harran sont de nouveau réunies pour former l'actuelle commune de Grong.

## Politique et administration
La commune est dirigée par un conseil municipal de dix-sept membres élus pour quatre ans.
| Période                                  | Période  | Identité      | Étiquette    | Qualité |
| ---------------------------------------- | -------- | ------------- | ------------ | ------- |
| 1999                                     | 2003     | Helge Formo   | Travailliste |         |
| 2003                                     | 2011     | Erik Seem     | Centre       |         |
| 2011                                     | 2019     | Skjalg Åkerøy | Travailliste |         |
| 2019                                     | En cours | Borgny Grande | Centre       |         |
| Les données manquantes sont à compléter. |          |               |              |         |